# Temporada 1949-1950 del Liceu
| Temporada 1949-1950 del Liceu |                     |                     |                           | |           |                     |
| Òpera                         | Compositor          | Director musical    | Director d'escena         | Papers principals | Producció | Dates               |
| I puritani                    | Vincenzo Bellini    | Napoleone Annovazzi | Augusto Cardi             | Vicente Riaza, Ettore Bastianini, Mario Filippeschi, Rolando Panerai, César Munain, Assumpció Picó, Giuseppina Arnaldi                             |           | 8, 10, 13 desembre  |
| La Bohème                     | Giacomo Puccini     | Napoleone Annovazzi |                           | Mario Filippeschi, Maria Espinalt, Lolita Torrentó, Rolando Panerai                                                                                |           | 16 de desembre      |
| La Gioconda                   | Amilcare Ponchielli |                     |                           | |           |                     |
| Madama Butterfly              | Giacomo Puccini     | Josep Sabater       | Augusto Cardi             | Toshiko Hasegawa, Pilar Torres, Patrocinio Fabregat, Corrado D'Ottavi, Manuel Ausensi, César Munain, Vicente Riaza, Valentín Almira, Rodolfo Marín |           | 17, 22, 26 novembre |
| L'Africaine                   | Giacomo Meyerbeer   | Napoleone Annovazzi |                           | María Clara Alcalá, Lolita Torrentó, Josep Soler, Mario Pierotti, Lluís Corbella                                                                   |           |                     |
| Aida                          | Giuseppe Verdi      |                     |                           | Maria Pedrini, Mario Filippeschi |           | 22 de desembre      |
| Marina                        | Emilio Arrieta      |                     |                           | |           | 23 de desembre      |
| Borís Godunov                 | Modest Mússorgski   | Alexandre Labinsky  | Henri-Jean Tillhe-Treval  | Raimon Torres, Ira Malaniuk, Maria Gcursky, Dusan Georgesvic                                                                                       |           | 8 de gener          |
| Tristan und Isolde            | Richard Wagner      | Georges Sebastian   | Karl Schmid-Bloss         | Kirsten Flagstad, Gunther Treptow, Doris Dorée, Hans Hotter, Bisa Cavelti, Theo Hermann, Emanuel List                                              |           | 28 de gener         |
| Die Walküre                   | Richard Wagner      | Georges Sebastian   | Karl Schmid-Bloss         | Kirsten Flagstad, Gunther Treptow, Doris Dorée, Hans Hotter, Bisa Cavelti, Theo Hermann, Emanuel List                                              |           | 1 de febrer         |
| Louise                        | Gustave Charpentier | Eugène Bigot        | Hénri-Jean Tilleht-Treval | Marthe Luccioni, Roger Barnier, Adrien Legros, Susanne Darbans                                                                                     |           | 2 de febrer         |
| Götterdämmerung               | Richard Wagner      | Georges Sebastian   | Karl Schmid-Bloss         | Kirsten Flagstad, Gunther Treptow, Doris Dorée, Hans Hotter, Bisa Cavelti, Theo Hermann, Emanuel List                                              |           | 10 de febrer        |
| Salomé                        | Richard Strauss     | Georges Sebastian   |                           | Christel Goltz, Alexander Welitsch, Georg Fassnacht, Marion Matthäus, William Wernigh, Theo Hermann                                                |           | 12 de febrer        |